# Killer (canción de Kiss)
«Killer» es una canción de heavy metal de la banda estadounidense Kiss, del álbum Creatures of the Night de 1982. Fue la primera canción que Vinnie Vincent y Gene Simmons escribieron juntos después de haberse conocido. Kiss nunca tocó esta canción en vivo.

## Créditos
- Gene Simmons - bajo, voz
- Paul Stanley - guitarra
- Vinnie Vincent - guitarra
- Eric Carr - batería